# Ливадица (квартал на Сандански)
Вижте пояснителната страница за други значения на Ливадица.
Ливадица е бивше село в Югозападна България, присъединено като квартал към Сандански.

## География
Ливадица е разположен в южната част на града, на левия бряг на Бистрица.

## История
В XIX век Ливадица е село, числящо се към Мелнишката каза на Османската империя. В „Етнография на вилаетите Адрианопол, Монастир и Салоника“, издадена в Константинопол в 1878 година и отразяваща статистиката на населението от 1873 година Ливадица (Livaditsa) е посочено като село с 6 домакинства и 25 жители българи.
В 1891 година Георги Стрезов пише за Ливадица:
| „ | Ливадица, на Ю от Св. Врачи, на разстояние по-малко от 1/4 ч.; сградено от левия бряг на Бистрица. Главно земледелци. 35 къщи, 13 турски. | “ |

Към 1900 година според статистиката на Васил Кънчов („Македония. Етнография и статистика“) в Ливадица живеят 160 души, от които 64 българи християни, 60 турци и 36 цигани.